# Ičinomija (hrad)
Hrad Ičinomija (japonsky 一宮城, Ičinomija-džó) stál na vrcholu hory v japonské Tokušimě.

## Dějiny
Stavba hradu začala v roce 1338, byl postaven na strategicky důležitém místě na kopci nad řekou. Jak vyvýšená lokalita, tak řeka komplikovaly přístup k hradu a tím mu poskytovaly určitou přirozenou ochranu.
Původně hrad postavil klan Osagawara, který byl pověřen správou oblasti Awa. Tento klan se později zapojil do konfliktu císaře Go-Daigo se zakladatelem šógunátu Ašikaga Takaudži Ašikagou. Osagawara podporovali císaře. Ten padl a v rámci následného vyrovnání stran byl hrad Osagawarů, kteří byli na poražené straně, předán do správy a vlastnictví klanu Ičinomija, jehož jménu mu už zůstalo.
Klan ovládal hrad po několik generací, od 14. do 16. století. Jeho posledním pánem byl Hačisuka Iemasa. V roce 1615 byl hrad rozebrán a přestavěn. Původní hrad byl nahrazen novým, stejnojmenným. Ten však nestál dlouho. O pár let později, v roce 1638, byl totiž vydán příkaz k jeho zbourání v rámci snah oslabit klan Ičinomija, který stál o něco dříve ve válečném konfliktu na poražené straně.
V roce 1585 zahájil Hidejoši Tojotomi kampaň proti Motočikovi Čósokabe. Hidejoši pochodoval se 100 000 vojáky proti mnohem menší Motočikově armádě, která měla asi 40 000 vojáků. Část Motočikovy armády, asi 40 000 mužů, vedl Hidejošův mladší bratr Hidenaga Tojotomi. Poté, co na něj zaútočily Motočikovy oddíly sídlící v hradu, dal povel ke zničení jeho vodního zdroje. Vojsko odstřižené od vody se přesile vzdalo a hrad předalo Tojotomimu. Po kapitulaci hradu se vzdal i sám Motočika.

## Současnost
Archeologové odkryly velkou část pozůstatků hradu. Dochovaly se části hradeb a některá schodiště. Místo je přístupné pro turisty.
Zřícenina hradu Ičinomija je zařazena od roku 2017 na sezamu Nejvýznamnějších japonských hradů.